# Charles Wood, 1:e viscount Halifax
Charles Wood, 1:e viscount Halifax, född den 20 december 1800 i Pontefract, död den 8 augusti 1885 i Hickleton i Yorkshire, var en brittisk politiker. Han var far till Charles Wood, 2:e viscount Halifax.
Wood blev 1826 ledamot av underhuset, där han slöt sig till det liberala partiet. Han blev 1832 sekreterare vid skattkammaren och var 1835–1839 sekreterare vid amiralitetet. I Russells ministär var Wood 1846–1852 skattkammarkansler, men hade som sådan föga framgång. Han var därefter president i Board of Control i Aberdeens ministär december 1852–februari 1855 och sjöminister i Lord Palmerstons ministär februari 1855–februari 1858. I Palmerstons andra ministär var han juni 1859–februari 1866 statssekreterare för Indien och hade som sådan stor förtjänst om arméns och domstolarnas reorganisation i samband med brittiska kronans direkta övertagande av den indiska förvaltningen. Wood hade 1846 ärvt sin fars baronetvärdighet och upphöjdes 1866 till peer  som viscount Halifax av Monk Bretton. Han var juli 1870–februari 1874 lordsigillbevarare i Gladstones första ministär. Woods politiska karriär hade i början underlättats av hans släktförbindelser (han var måg till den liberale premiärministern lord Grey), och sedermera skaffade han sig genom arbetsflit och praktisk begåvning rätt stort inflytande i de ministärer, av vilka han var medlem.